# Cethosia
Cethosia  (лат.) — род бабочек семейства нимфалид. Распространены от Юго-Восточной Азии и Индии южнее до северной Австралии. 

## Общая характеристика
Бабочки средних размеров. Крылья широкие, наружный край задних крыльев с угловатыми выступами или зазубринами. Окраска верхней и нижней стороны крыльев преимущественно пёстрая и яркая. Щупики большие, косо торчащие вперед. Передние ноги редуцированы, не используются при хождении, лишены коготков и покрыты густыми волосками. Задние голени с одной парой шпор. Усики с веретеновидной булавой.

## Виды
Виды:
- Cethosia biblis (Drury, [1773])
- Cethosia cyane (Drury, [1773])
- Cethosia cydippe (Linnaeus, 1767)
- Cethosia hypsea Doubleday, [1847]

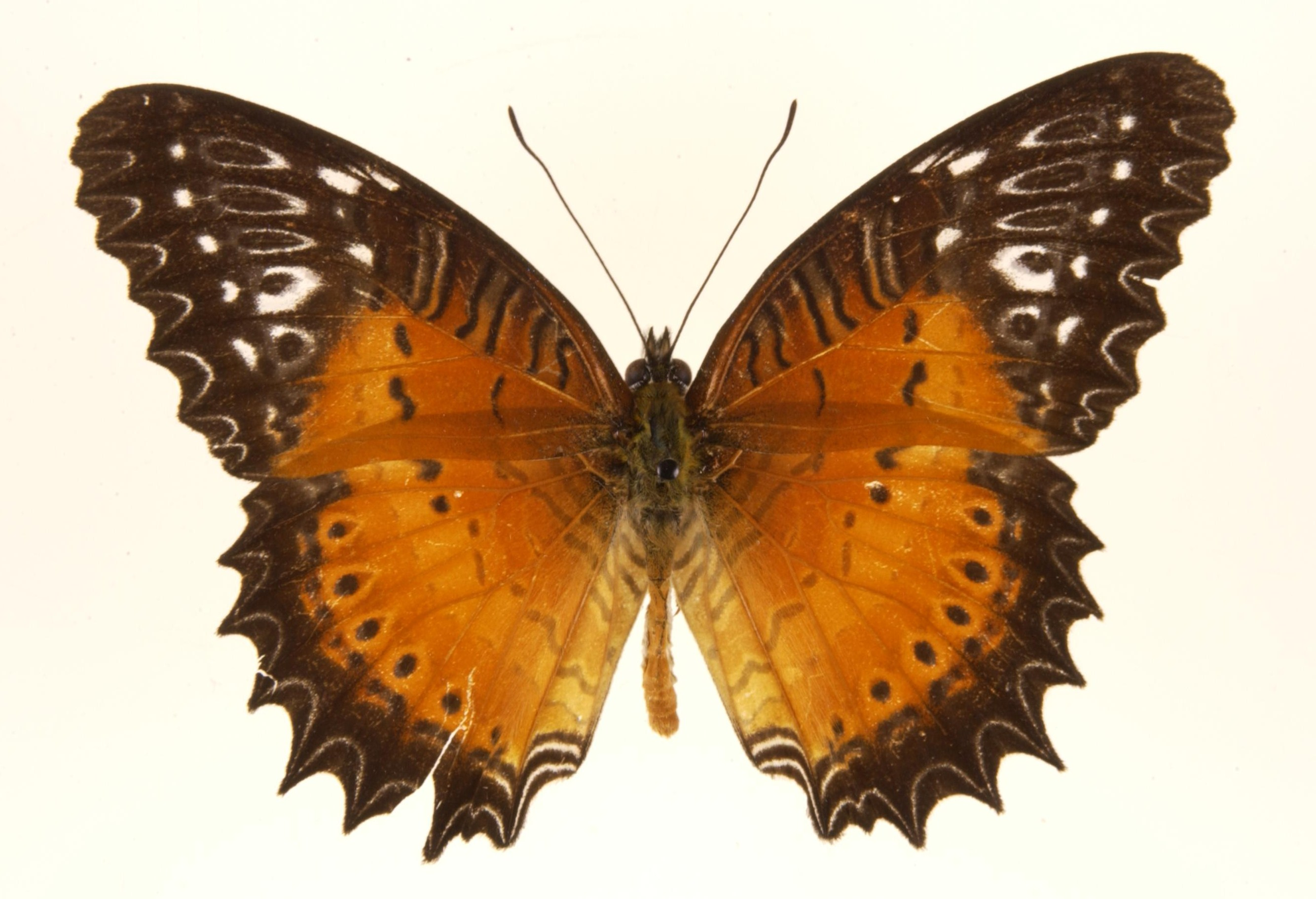
Cethosia biblis

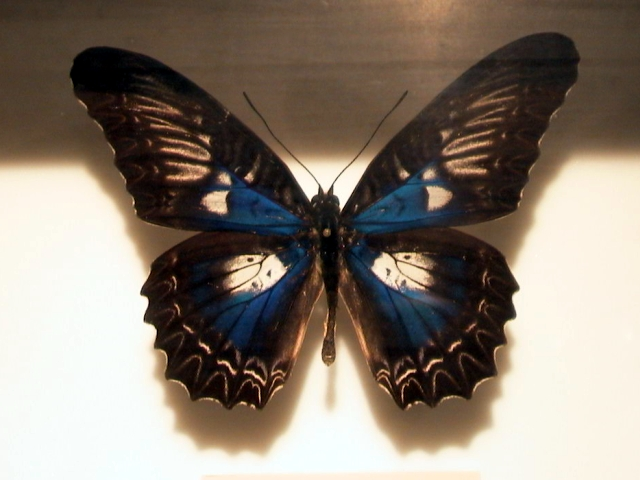
Cethosia myrina

  - Cethosia hypsea hypsina (C. & R. Felder, 1867)
- Cethosia lamarcki Godart, 1819
- Cethosia luzonica C. & R. Felder, 1863
- Cethosia myrina C. & R. Felder, [1867]
- Cethosia nietneri C. & R. Felder, [1867]
- Cethosia obscura Guérin-Méneville, [1830]
- Cethosia penthesilea (Cramer, [1777])
  - C. p. methypsea (Butler, 1879)
  - C. p. paksha (Fruhstorfer, 1905)

### Incertae sedis
- Cethosia moesta C. & R. Felder, [1867]
- Cethosia lechenaulti Godart, [1824]
- Cethosia gabinia Weymer, 1883
- Cethosia vasilia Müller, 1999